# کارپو (قمر)
کارپو (ماه) (به انگلیسی: Carpo)، یکی از ماه‌های مشتری است. ابعاد آن ۳ کیلومتر، جرم آن ۰٫۰۰۴ ۵ ×۱۰۱۶ کیلوگرم و نیم‌قطر بزرگ آن ۱۷٫۱۴۴۸۷۳ کیلومتر است. این ماه در سال ۲۰۰۳ کشف شد.